# Monasterio de Santa María (Santa Fe de Huerva)
El monasterio de Santa María está situado en el barrio de Santa Fe del término municipal de Zaragoza, en dirección a Cadrete y a unos 9 km de Zaragoza capital. Su iglesia y puerta principal fueron declarados Monumento Nacional el 20 de abril de 1979, iniciándose unas obras de consolidación de la torre en el año 1981, bajo la dirección del arquitecto Ángel Peropadre Muniesa, autor de la memoria de declaración monumental con fecha de 18 de febrero de 1976. Aunque lleva casi siglo y medio de incuria y abandono tras la desamortización; en la actualidad la iglesia es de varios propietarios particulares.
Este monasterio cisterciense fue fundado en 1341, o en 1343, por Miguel Pérez Zapata, y su comunidad procedía del monasterio de Fonclara, en Albalate (Huesca), donde se habían establecido en 1223 o 1236, y que abandonaron por el bandolerismo de la zona.
En 1443 el rey Alfonso V le concede la jurisdicción criminal alta y baja, y con ello el abad se convierte en el señor absoluto de Cadrete y Cuarte, y diputado por el brazo eclesiástico en numerosas ocasiones. Se dedicaban a la explotación de los recursos del señorío, a la atención de enfermos y pobres, y al hospedaje de alto nivel.
Recibió numerosas visitas de monarcas aragoneses: Alfonso V, Juan II, Fernando II, Felipe I de Aragón y II de Castilla, y diputados del reino que acudían desde Zaragoza a tratar asuntos de gobierno. 
Fray Gauberto Fabricio de Vagad, monje de Santa Fe, escribió “Crónica de los Reyes de Aragón”, por la que fue nombrado cronista mayor del reino por Fernando II, considerado el primer historiador de Aragón.
La fábrica actual de la iglesia del monasterio de Santa Fe, así como de su puerta principal y recinto amurallado con torreones cilíndricos, data de hace doscientos años, no conservándose restos de época medieval.
La iglesia fue levantada, según Madoz, en 1774 o en 1778 según fuentes cistercienses, por un lego cisterciense, discípulo de Ventura Rodríguez. Al exterior destaca su inmensa y robusta fábrica, de escala monumental. Construida en mampostería de yeso con encintados de ladrillo, y con ladrillo atizonado, es de planta basilical de tres naves, más alta la central con sólidos contrafuertes, y crucero alineado, cubierto con gran cúpula sobre tambor octogonal y remate en linterna. Muy sobria la solución de la fachada de los pies, flanqueada solo por una torre en el lado derecho, con hastial en frontón, al igual que los brazos del crucero y el ábside recto. Se enfatiza el diseño en la torre y en la cúpula; la torre es de tres cuerpos, de ladrillo sobre basamento de mampostería; el primer cuerpo de planta cuadrada y el segundo, de planta ochavada con columnas adosadas en los ochavos, en ambos cuerpos con vanos adintelados y rematados en frontón triangular; el tercer cuerpo, también ochavado, con flameros al plomo de las columnas, y vanos en arco de medio punto. La cúpula es de ocho paños, sobre tambor octogonal con vanos adintelados y rematados en frontón, fanqueados por columnas; en los ochavos, cuatro grandes estatuas de santos. Al interior destaca la decoración de yeserías con rocalla en los grandes óculos que iluminan los tramos de la nave central. Tuvo coro central. En 1788 estaba terminada, ya que Ponz la cita como iglesia nueva.
La puerta de entrada al recinto amurallado del monasterio lleva en una cartela la fecha de 1797; es de ladrillo en arco de medio punto, flanqueado por pilastras corintias, y un segundo cuerpo con relieve asuncionista en yeso enmarcado por un óvalo.
El 16 de junio de 1808, en el primer Sitio de Zaragoza, las tropas francesas saquearon e incendiaron el monasterio, matando a varios monjes, robando dinero y las piezas más valiosas. Y aún lo ocuparon como cuartel de caballería para las tropas de élite francesas que asediaban Zaragoza por segunda vez hasta que la ocuparon el 21 de febrero de 1809. Santa Fe sufrió entonces su primera expropiación de bienes que pasaron a administrarse por la Real Hacienda francesa. En 1814, acabada la guerra, los monjes volvieron a Santa Fe e intentaron recomponer la situación. En 1820, con el primer intento desamortizador, la mayor parte de propiedades del monasterio se vendieron, aunque en 1823 retornaron a los monjes, resultando definitivo en 1835 con la Desamortización de Mendizábal.
Este declive se ha prolongado hasta la actualidad, donde el estado de conservación del monasterio es precario, ya que existe una dejadez por parte de las instituciones con la conservación de este magnífico monumento. Esto ha obligado a que últimamente se hayan creado varias asociaciones con el fin de fomentar la restauración y conservación de este complejo, como la Asociación Amigos del Monasterio de Santa Fe de la Huerva y la Asociación de Vecinos de Santa Fe de Huerva.
Integrado en el antiguo recinto amurallado se encuentra el pequeño barrio de Santa Fe, que se sitúa sobre un enclave del término municipal de Zaragoza (adscrito al distrito de Casablanca), comunicado del resto de su término municipal por el Acampo Fita Santa Fe y la carretera nacional 330 al oeste
, y que forma un continuo urbanístico con los municipios colindantes de Cuarte de Huerva, al norte, y Cadrete, al sur.
El 23 de junio de 2012 se celebró la III Jornada Cultural Monasterio de Santa Fe, auspiciada por la Asociación de Vecinos de Santa Fe de Huerva, que sirvió para su difusión y puesta en valor y como acicate para que las iniciativas ciudadanas, propietarios e instituciones públicas o privadas y autoridades políticas competentes lleguen a un acuerdo para su recuperación, conservación y gestión para que en un futuro no muy lejano pueda llegar a restaurarse para disfrute y aprovechamiento de todos. En definitiva, encauzar las actuaciones que impliquen un compromiso firme y decidido de todos los agentes sociales por la recuperación del patrimonio del monasterio de Santa María de Santa Fe.